# Arven-Lärchenwald

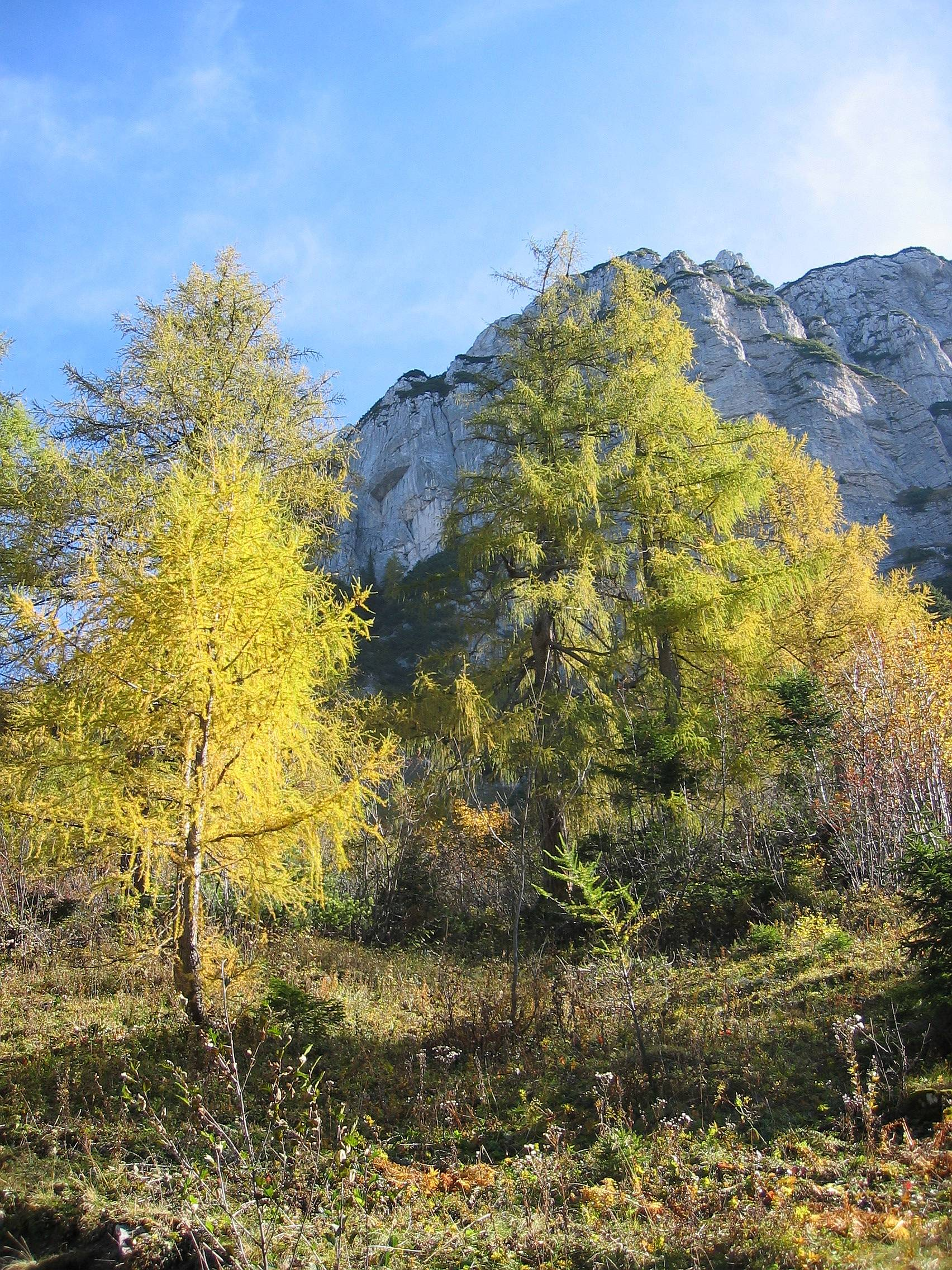
Lärchen im Hochgebirge

Als Arven-Lärchenwald bezeichnet man einen Waldtyp des Hochgebirges, der in den inneralpinen Trockentälern die  Waldgrenze bildet. Leitpflanzen dieses Waldtypes sind die Lärche und die Zirbelkiefer (Arve).
Beide Baumarten stehen in einem komplexen Konkurrenzverhalten zueinander. Die Lärche ist ein typischer Rohbodenbesiedler, deren Samen anemochor verbreitet wird. Die Zirbelkiefer ist dagegen auf die Versteckausbreitung durch den Tannenhäher angewiesen und vermag durch diese Ausbreitungsstrategie auch Standorte zu besiedeln, die für Lärchen optimal wären. Die Zirbelkiefer ist außerdem der typische Sukzessionsbaum der Lärche.
Die Dominanz der Lärchen in diesen Hochwäldern ist durchgängig auf Eingriffe durch den Menschen zurückzuführen, der früher auch die Hochgebirgslagen für die Weidewirtschaft nutzte. Ohne menschliche Eingriffe hätte die schattenverträglichere Zirbelkiefer die lichthungrige Lärche über die natürliche Waldsukzession allmählich verdrängt. Wo sich Gebirgsflächen zur Weidenutzung anboten, hat der Mensch aber gezielt die Zirbelkiefern und Fichten herausgeschlagen. Entstanden sind auf diese Weise lichtdurchflutete Wälder, die sich ähnlich wie die für die Eichelmast genutzten Eichenwälder der Tiefebene für die Weidewirtschaft eigneten.
Diese Artenverschiebung im Gebirgswald zugunsten der Lärche wurde außerdem dadurch unterstützt, dass die Zirbelkiefer sehr viel stärker durch Verbiss und Vertritt Schaden nimmt. Lärchen waren aufgrund ihrer dicken und korkähnlichen Borke resistenter gegenüber den früher sehr häufig auftretenden Waldbränden.
Die alpine Weidewirtschaft ist heute nur noch von nachrangiger Bedeutung; damit müsste durch die natürliche Waldsukzession die Zirbelkiefer wieder einen stärkeren Anteil am Baumbestand im Gebirgswald gewinnen. Tatsächlich bilden Zirbelkiefern in vielen Regionen mittlerweile eine zweite Baumschicht unter dem lichten Kronendach der Lärchen.
Zu den Schädlingen des Arven-Lärchenwaldes zählt vor allem der Graue Lärchenwickler, der in den Alpenländern bevorzugt ältere Lärchenbestände in warmer und sonniger Lage befällt. Starker Wicklerbefall kann die Bäume zum Absterben bringen. Von den Lärchen ausgehend kann der Graue Lärchenwickler außerdem auf die Zirbelkiefer überwechseln und auch diese nachhaltig schädigen.